# جزيرة إرابو
جزيرة إرابو (伊 良 部 島، إرابو-جيما) (بلغة مياكو: إراف)، جزيرة تتبع مياكوجيما، في محافظة أوكيناوا، اليابان. وتتصل بجزيرة مياكو بواسطة جسر إرابو أوهاشي (伊 良 部 大橋) يبلغ طوله 3.540 متر (11.610 قدم) والذي انتهى تشييده في يناير 2015. كما تتصل جزيرة إرابو بجزيرة شيموجي عبر ستة جسور. هناك تهجئات لغوية متعددة تستخدم في الجزيرة مثل: ناكاتشي-إرابو، كونيناكا، ساوادا-ناكاهاما وسارهاما (وهي نوع مختلف من لغة إكيما التي يتحدث بها أحفاد المهاجرين من جزيرة إكيما).